# Mutěnín
Mutěnín – wieś i gmina w Czechach, w powiecie Domažlice, w kraju pilzneńskim. Według danych z dnia 1 stycznia 2013 liczyła 245 mieszkańców.
We wsi jest przystanek kolejowy Mutěnín.